# Josep Palomero
Josep Palomero i Almela (Burriana, 21 de marzo de 1953) es un lingüista valenciano y actual vicepresidente de la Academia Valenciana de la Lengua. 

## Biografía
Es licenciado en Filología Hispánica por la Universidad Autónoma de Barcelona (1976) y doctor por la Universidad Jaime I de Castellón (2016) con una tesis titulada “Estudi biogràfic i literari d’Artur Perucho Badia. Comunicació i societat en la primera meitat del segle xx” (Estudio biográfico y literario de Artur Perucho Badía. Comunicación y sociedad en la primera mitad del siglo XX). Ha sido catedrático de instituto de Lengua y Literatura españolas (1977-1985) y de Lengua y Literatura valencianas (1985-2013). Es miembro de la Academia Valenciana de la Lengua, de la Asociación de Escritores en Lengua Catalana, de la Asociación Internacional de Lengua y Literatura Catalanas, del PEN Club, de la Sociedad General de Autores de España y del Centro Español de Derechos Reprográficos.
Palomero ha compaginado una carrera política en su municipio y como cargo de Consejería de Educación en el gobierno socialista de la Generalidad Valenciana, con una tarea en el ámbito de la literatura. Ha obtenido diversos premios literarios: el Jordi de Sant Jordi de poesía (1980) y el Eduard Escalante de Teatro (2001) –ambos de los premios Ciutat de València–, el Tirant lo Blanc de narrativa juvenil (1982), el València de literatura de novela (1983), el Premio de la Crítica de los Escritores Valencianos (1994) y el Ciutat d’Alzira de novela (1996).

## Obra

### Educación

#### Enseñanza
- Guia didàctica d’Ausiàs March i els altres poetes musicats per Raimon (1985). (en catalán)
- D’Eduard Escalante a Rodolf Sirera. Perspectiva del teatre valencià modern (1995). (en catalán)
- Bengales en la fosca. Antologia de la poesia valenciana del segle xx (1997). (en catalán)
- Accent greu, Llibre de llengua de nivell superior (2000). (en catalán)

#### Temática infantil y juvenil
- El pardalet sabut i el rei descregut (1982). (en catalán)
- La font d’en Galceran (1989). (en catalán)
- Vuit contes i mig (1993). (en catalán)
- La torre de la bruixa (2005). (en catalán)

### Investigación

#### Crítica literaria
- Jaume Bru i Vidal i Home endins (1999). (en catalán)
- Algunes observacions sobre les paraules de Raimon (2009). (en catalán)
- L’aigua en les cançons de Raimon (2012). (en catalán)
- Memòria de l’exposició Vicent Andrés Estellés, cronista de records i d’esperances (2013). (en catalán)
- La producció literària en valencià de Lluís Guarner (2014). (en catalán)
- Les lletres de les cançons de Raimon (2015). (en catalán)

#### Sobre Burriana
- L'etimologia del nom Borriana (1976). (en catalán)
- Toponímia urbana de Borriana (1980). (en catalán)
- Pell de taronja, mig segle [1890-1940] d'arquitectura a Borriana (1986). (en catalán)
- Antroponímia popular de Borriana: els malnoms (1987). (en catalán)
- La literatura popular a Borriana (1990). (en catalán)
- Els jocs de carrer dels xiquets i xiquetes de Borriana (1995). (en catalán)
- Cançons populars de Borriana (1998). (en catalán)
- Borriana gràfica segle XX (1999). (en catalán)
- Rafel Martí de Viciana, de Joan Rodríguez Condesa (2003). (en catalán)
- Cítric desig (2003). (en catalán)
- Toponímia costera i lèxic mariner de Borriana (2011). (en catalán)

#### Divulgación
- Columbretes, de Ludwig Salvator (1990). (en catalán)
- Del barco de vapor al ferrocarril en Viajeros franceses por la Valencia del siglo XIX (1994).

### Obra poética
- Una untada de mostaza (1972).
- Innocents de pagana decadència (1978). (en catalán)
- Crònica carnal (1980). (en catalán)
- Quaderns de bitàcola (1986). (en catalán)
- La rosa dels vents (1997). (en catalán)

### Obra narrativa
- El col·leccionista de botons (1979). (en catalán)
- El pianista de jazz (1983). (en catalán)
- Ball de màscares (1992). (en catalán)
- Els secrets de Meissen (1994) (traducida al castellano y adaptada como miniserie para la Televisión Española). (en catalán)
- El tatuatge dels apàtrides (1997). (en catalán)
- El secreto de la porcelana (1999).

### Obra teatral
- Zona de lliure trànsit (2001, con Vicente Muñoz Puelles). (en catalán)

### Otras actividades literarias

#### Adaptaciones literarias
- Tirant lo Blanc, de Joanot Martorell (2005). (en catalán)
- Regiment de la cosa pública, de Francesc Eiximenis (2009). (en catalán)
- Les aventures de Tirant lo Blanch (2013). (en catalán)

#### Traducciones al catalán
- Caçadors de tigres (1998, Tigre ehizan, d'Aingeru Epaltza).
- El tigre de Tasmània (1999) i El lleopard de les neus (2001), de Vicente Muñoz Puelles.

#### Guiones para series de televisión
- Antoni Josep Cavanilles (1994). (en catalán)
- El Marquès del Campo (1994).